# Torneo Juvenil Sub-18 (Perú)
El Torneo Juvenil Sub-18 de Perú es el campeonato que promueve el fomento del fútbol de menores en dicho país, siendo el reemplazo del extinto Torneo de Reservas. Entró en vigencia desde 2025 y actualmente lo organiza la Federación Peruana de Fútbol.

## Historia

### Antecedentes
El Torneo Extraordinario Sub-18 2021, también llamado Copa Generación fue un campeonato juvenil de fútbol exclusivo de dicho año como remplazo del Torneo de Reservas que fue suspendido debido a la pandemia de COVID-19. El torneo fue organizado la Federación Peruana de Fútbol, a través de la Comisión Nacional de Fútbol de Menores. El torneo empezó el 27 de septiembre con la fase regular y culminó el 30 de noviembre del 2021, siendo disputado íntegramente en la ciudad de Lima. El campeón fue Sporting Cristal, quien se clasificó a la Copa Libertadores Sub-20 de 2022.

### Creación
En 2024, la Federación Peruana de Fútbol, en los cambios y reestructuración del campeonato peruano, crea la Liga3 para el año 2025. En ella, clasificaron los 8 cuartofinalistas de la última edición del Torneo de Reservas, el cual desapareció posteriormente.
Ese mismo año, se crea la Torneo Juvenil Sub-18, el cual entra en vigencia también para el año 2025 como el reemplazo del Torneo de Reservas. La relevancia de este nuevo campeonato, es que obligará a los clubes a apostar más por sus divisiones menores. Además, de tener más torneos para darles los minutos necesarios para llegar con ritmo de competencia previo a su debut en la Primera División. Todo esto a la par de la Tercera División y las filiales de los equipos participantes, que fueron Universitario, Melgar, Alianza Lima, Cienciano, Sport Boys, Sport Huancayo, ADT y Universidad César Vallejo. 

## Sistema de competición
En la actualidad el Torneo Juvenil Sub-18 otorga un cupo a la Liga3 de la temporada siguiente. Para su primera edición, los participantes son las reservas de los clubes provenientes de la Liga1 y se desarrolla a lo largo de 6 o 7 meses, en los cuales se disputarán un total de 390 partidos. El certamen se dividirá en campeonatos Apertura y Clausura, con 3 grupos de 6 equipos en el Grupo A y Grupo B y 7 equipos en el Grupo C por cercanía geográfica. Luego se jugará en dos ruedas de todos contra todos donde los primeros de cada serie y los dos mejores segundos avanzarán a la siguiente etapa para definir al campeón.
En el caso del ascenso, se le concederá siempre y cuando el club no tenga equipo de reserva que milite ya en la Liga3 del fútbol nacional. Finalmente, el campeón del torneo clasificará a la Copa Libertadores Sub-20.

## Lista de campeones
| Ed. | Año  | Campeón   |
| --- | ---- | --------- |
| 1   | 2025 | En juego. |